# Самосырово (Казань)
Самосырово (тат. Шәмсир, Şämsir) — посёлок в Советском районе Казани.
Во второй половине XX века Самосырово получило известность благодаря одноимённом мусорному полигону, существовавшему в окрестностях посёлка в 1960–2017 годах.

## Расположение
Самосырово расположено в восточной части Казани, на реке Вертелевка (тат. Дүртөйле), недалеко от её впадения в Ноксу. Севернее находится Константиновка, западнее — Большие Клыки, южнее — Вознесенское.

## История
Предположительно возникло не позднее периода Казанского ханства. После захвата Казани русскими войсками принадлежало Спасо-Преображенскому монастырю. В XVI–XVII веках упоминается как Самасырь, Шамасырь, Малые Татарские Клыки.
Четвёртая ревизия 1781 года выявила в деревне 91 ревизскую душу экономических крестьян; позже они перешли в разряд государственных крестьян.
На конец XIX века деревня имела земельный надел площадью 1023 десятины; кроме сельского хозяйства жители занимались кузнечным промыслом и пчеловодством; в церковно-административном отношении входила в приход села Вознесенское Кощаковской волости.
С середины XIX века до 1924 года деревня входила в Кощаковскую волость Казанского уезда Казанской губернии (с 1920 года — Арского кантона Татарской АССР), после укрупнения волостей в 1924 году Самосырово отошло к Воскресенской волости. После введения районного деления в Татарской АССР в составе Казанского пригородного (1927–1938), Столбищенского (1938–1959), Высокогорского (1959–1963), Пестречинского (1963–1965) и вновь Высокогорского (1965–2008) районов Татарской АССР (Республики Татарстан). На низшем административном уровне в советское время Самосырово входило в Самосыровский сельсовет, образованный в 1918 году (1918–1932), затем в Константиновский сельсовет (с 2005 года сельское поселение).
В 2008 году деревня присоединена к Советскому району Казани.
В конце 2010-х годов южнее Самосырова было начато строительство коттеджного посёлка, который ныне также относится к Самосырово.

## Улицы
- Александра Коваля (тат. Александр Коваль урамы, Aleksandr Koval uramı). Находится на западной окраине посёлка.
- Дорожная (тат. Юл урамы, Yul uramı). Проходит параллельно Мамадыдшскому тракту, пересекается с Зелёным и Солнечным переулками.
- Зелёный переулок (тат. Яшел тыкрык, Yäşel tıqrıq). Соединяет улицы Дорожная и Молодёжная.
- Мамадышский тракт (часть)
- Мира (тат. Тынычлык урамы, Tınıçlıq uramı). Начинаясь от Мамадышского тракта, пересекает переулок Мира, улицы Огородная, Овражная, переулок Мира (вновь) и заканчивается у Самосыровского кладбища.
- Мира переулок (тат. Тынычлык тыкрыгы, Tınıçlıq tıqrığı). Первая часть переулка начинается от улицы Мира и заканчивается, идя в сторону Мамадышского тракта; вторая часть переулка находится в восточной части посёлка, в 1,5 км от первой, также начинаясь от улицы Мира; заканчивается не доходя до Молодёжной улицы.
- Молодёжная (тат. Яшьләр урамы, Yäşlär uramı). Начинаясь от продолжения Огородной улицы, пересекает Зелёный и Солнечный переулки, и заканчивается между улицами Мира и Мамадышский тракт.
- Мухамедьяра (тат. Мөхәммәтъяр урамы, Möxämmätyar uramı). Находится в южной части посёлка. Начинаясь от улицы Умырзая, несколько раз пересекает саму себя и заканчивается пересечением с собой же.[20]
- Овражная (тат. Чокырлы урам, Çoqırlı uram). Начинаясь на юго-западной окраине посёлка, заканчивается пересечением с улицей Мира.
- Огородная (тат. Бакчалы урам, Baqçalı uram). Начинаясь на юго-западной окраине посёлка, заканчивается пересечением с улицей Мира.
- Солнечный переулок (тат. Кояшлы тыкрык, Qoyaşlı tıqrıq). Соединяет улицы Дорожная и Молодёжная.
- Школьная (тат. Мәктәп урамы, Mäktäp uramı). Начинаясь от Мамадышского тракта, заканчивается, немного не доходя до улицы Мира.

## Транспорт
На Мамадышском тракте, являющемся северной границей посёлка, расположены четыре остановки общественного транспорта: «Магазин „Эдельвейс“», «Шиномонтаж», «Самосырово», на которых останавливается автобус № 71, маршрутка № 123, а также пригородные автобусы (в летнее время).